# Lisdorf
Lisdorf (en Sarrois Léischtroff) est un stadtteil de Sarrelouis en Sarre.

## Géographie

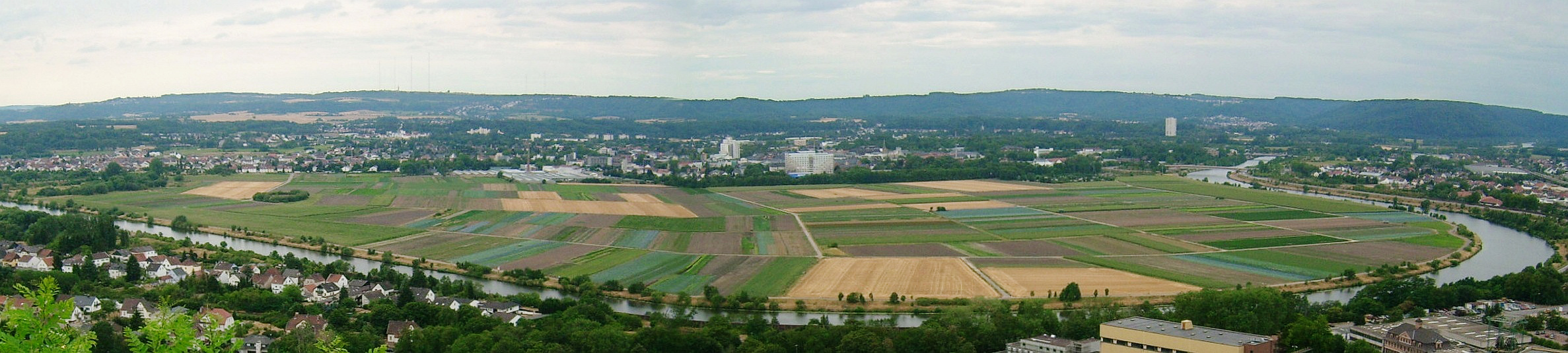

## Lieux et monuments

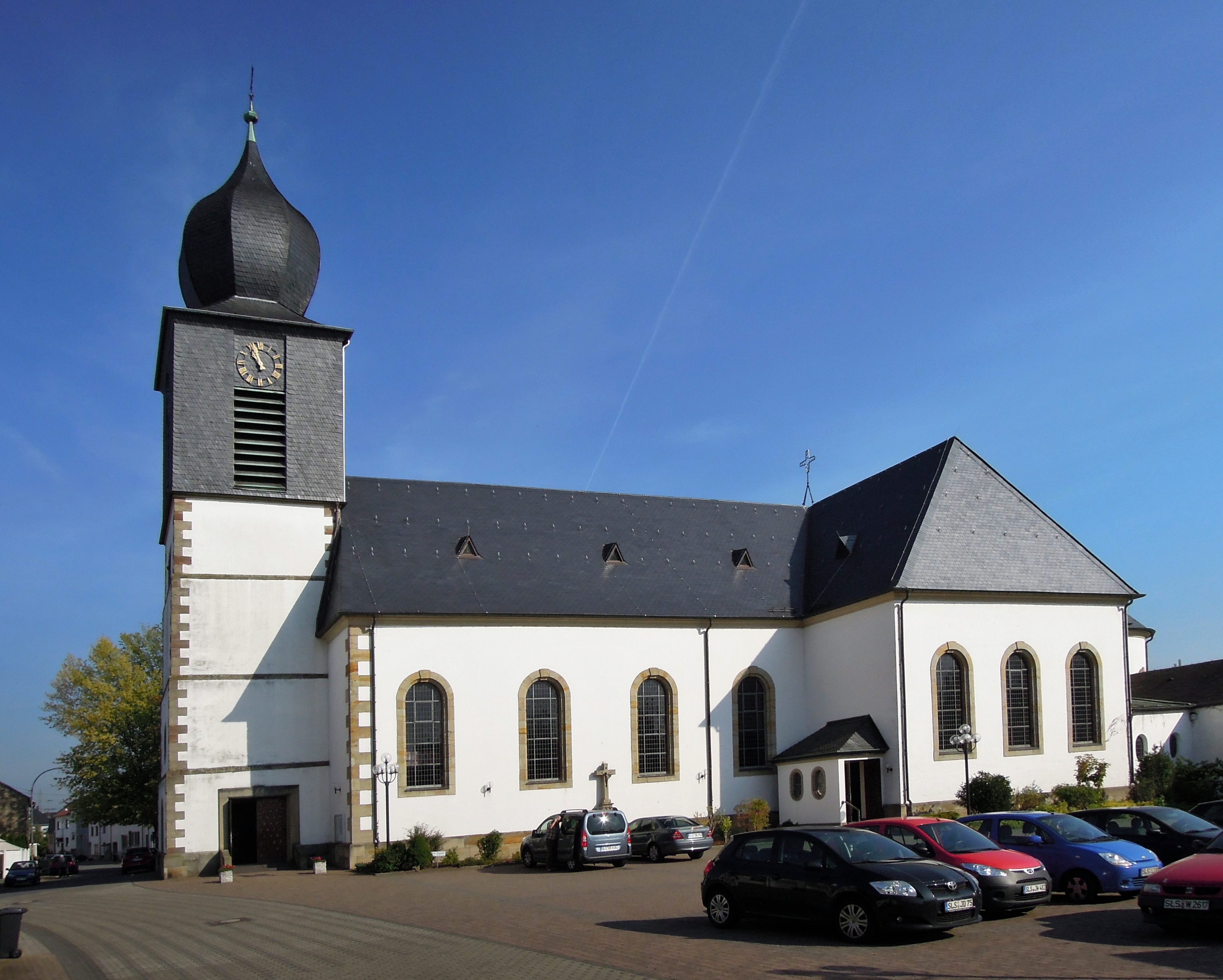
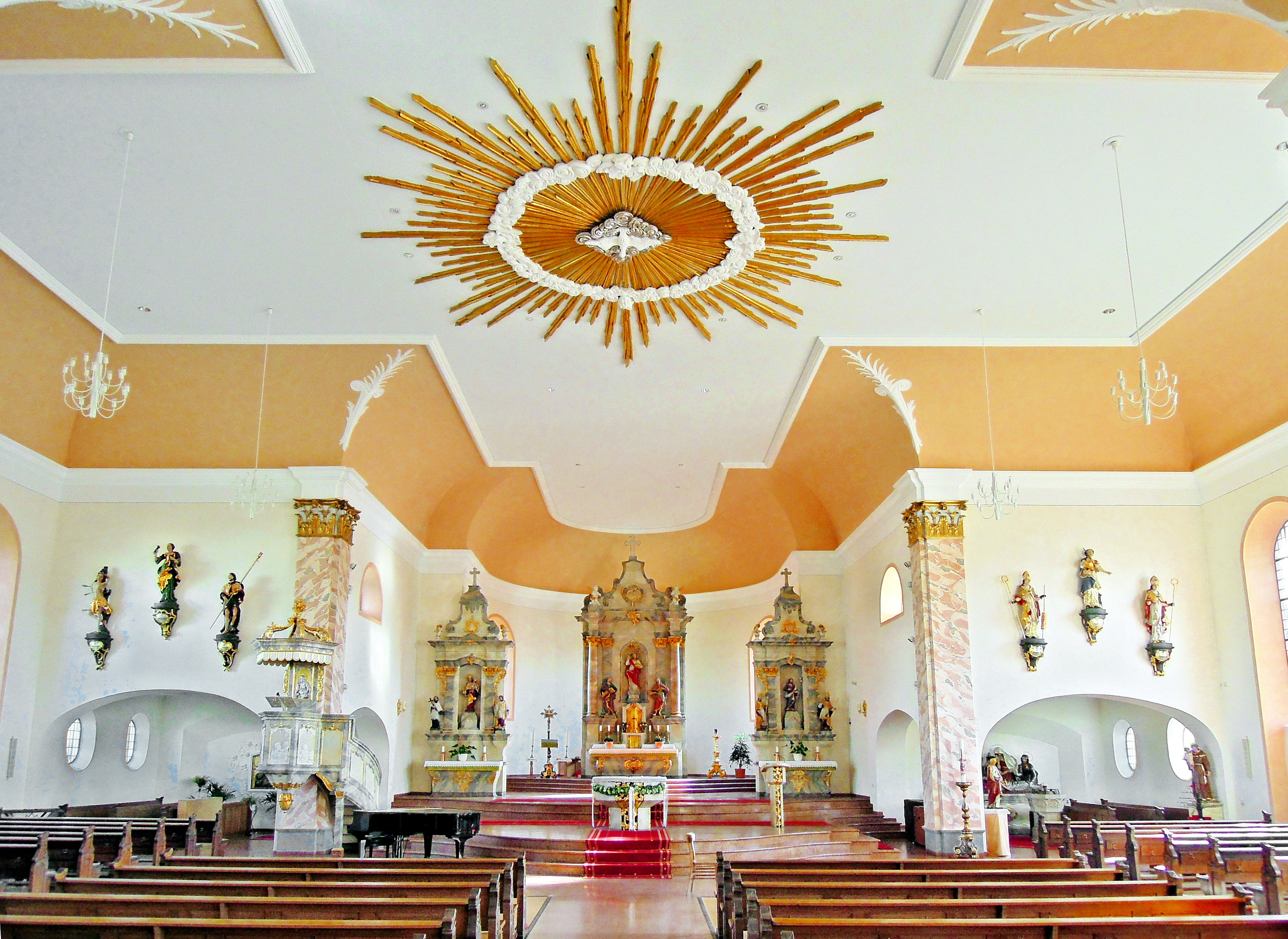